# Dôme des Nants
Il Dôme des Nants (3.570 m s.l.m.) è una montagna del Massiccio della Vanoise nelle Alpi Graie. Si trova in Savoia. Si trova nel Parco nazionale della Vanoise.

## Caratteristiche
La montagna si trova a sud-ovest del Dôme de Chasseforêt e dal quale è separato dal Col de Chasseforêt; il Col de l'Arpont lo separa a sud dal Dôme de l'Arpont.

## Ascensione alla vetta
Si può salire sulla montagna partendo dal Refuge de l'Arpont (2.309 m).